# 瑞典国家铁路 (1888—2000年)
瑞典国家铁路（瑞典語：Statens Järnvägar），简称瑞典国铁（SJ），是原瑞典国营铁路所使用的名称，在1990年之前曾是垄断整个瑞典铁路运输及基础设施的管理机构。1990年至2001年该机构采取企业化管理。从2001年1月1日起，管理机构的客运部门正式转变为股份制公司，并改名为SJ AB。

## 国营铁路时期

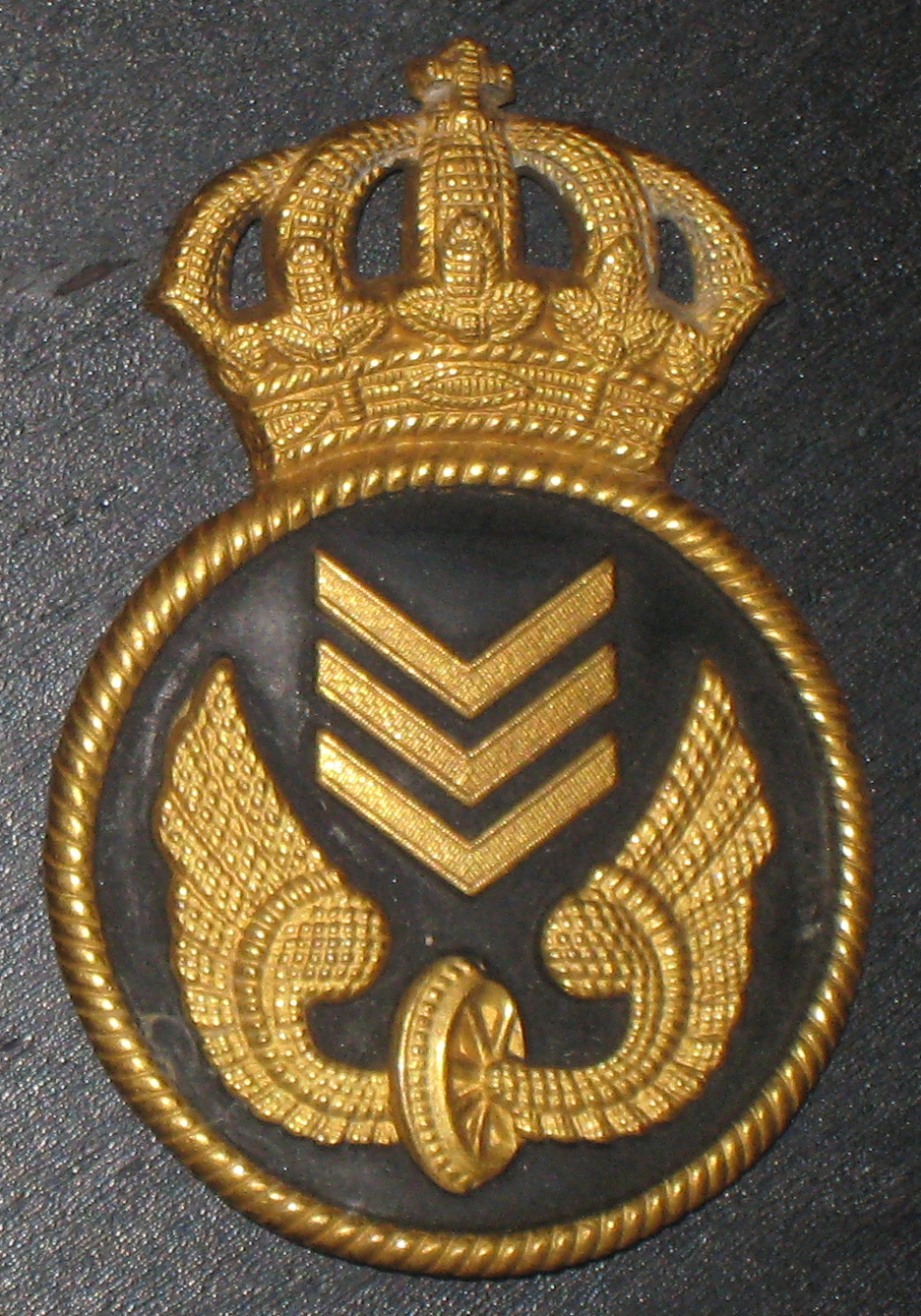
瑞典国家铁路的旧徽章

瑞典国家铁路于1856年随着其首条铁路干线的投入运营而成立，并从此开始了爆发性的增长。国铁为其所有铁路沿线的巡道工和车站工作人员提供服务式公寓，并设立建筑部门对铁路设施及车站外观的布局和设计作出决策。例如，在1973年以前，便设有一个单独的园林部门专门负责车站空间的装饰。
瑞典国家铁路在20世纪中叶逐渐壮大，这主要归功于瑞典国会在1939年所作出的一项决定。根据决定，将几乎全部的众多瑞典私营铁路公司收归国有，合并入瑞典国家铁路。因此，瑞典国铁得以在第二次世界大战结束的若干年后奠定其强势地位。由瑞典国铁通过国家铁路网络提供的客运、货运以及公共汽车服务遍及全国各地。通过其附属的瑞典货运中心股份公司（Aktiebolaget Svenska Godsbilcentraler），瑞典国铁在道路货物运输中也发挥着重要的作用。瑞典国铁还拥有自己的旅行社、列车运转车间，并经营汽车及火车轮渡业务。此外，瑞典的铁路设施的建设与维护业务也设于瑞典国铁内。瑞典国铁的发展规模在1950年达到顶点，共拥有50,000名雇员，平均每百人便有1人在此供职，其中大部分服务于公共部门。
1963年，瑞典国会要求各种运输形式均采取经济独立运作。这一决定导致了瑞典大部分的支线铁路倒闭。同时，瑞典国家铁路进一步开发了巴士运输业务，使其在20世纪70年代成为了瑞典最大的巴士运营商。

## 私有化
在1980年代，根据瑞典的交通改革政策，需要将瑞典国铁分拆并出售。首先便是将基建从列车运营中脱离：1988年，路网业务被转移至国家行政机关，并自那时起开始负责瑞典全境的铁路基础设施业务。在接下来的私有化步伐中，于1990年代开始出售旅行社业务，并将运营巴士业务的子公司瑞典巴士（Swebus）转让给了现在的英国公司捷達集團。至2001年1月1日，瑞典国家铁路主要的业务部门最终分拆新建为6家独立的上市公司。由于技术原因，原瑞典国家铁路在分拆后仍保留了小部分资产，它们组成了瑞典国家铁路事业部（Affärsverket Statens Järnvägar），该部门不经营铁路运输业务，但仍持有少量铁路车辆并租赁给不同的运营商。

## 拆分后的瑞典铁路

### 客运业务

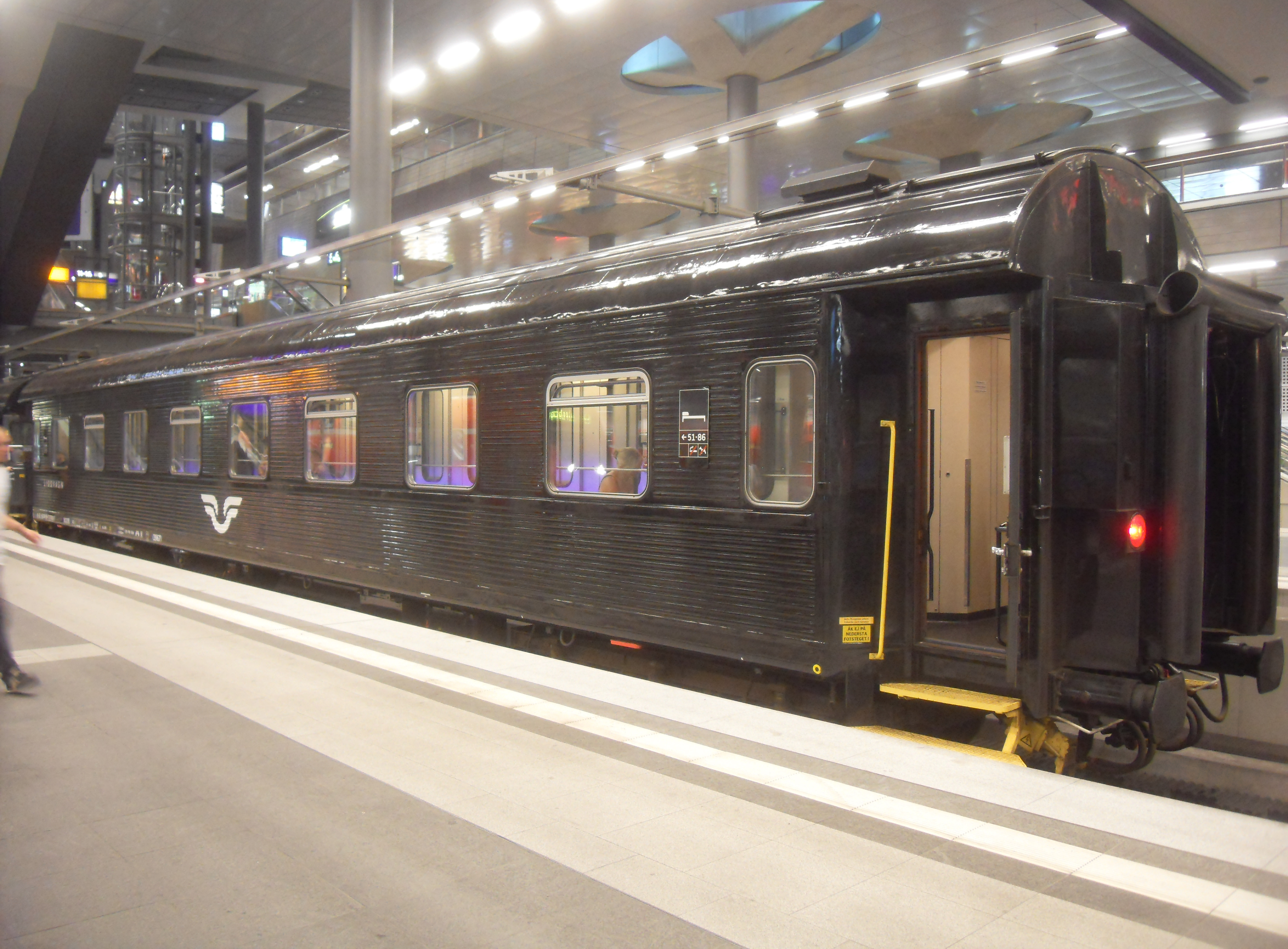
SJ AB运营的带自身标志的欧洲夜车车厢

原瑞典国家铁路的客运业务由由SJ AB接管，如今主要在瑞典盈利丰厚的线路上经营长途运输。不值得经营的线路则由国家交通运输主管部门进行招标，授予出价最优惠的铁路公司运营。而区域运输则由各省或地方议会管辖，因此在每个省都会有1个独立的公司负责组织区域运输并与交通运营商签订所需的运输服务，这同样是通过招标的方式授予。SJ AB可以同时参与长途或区域运输服务的投标，但在区域运输方面它们长期以来只赢得几条线路的运营权，甚至在长途运输方面也失去了一些重要的线路。但在进入21世纪后，SJ开始与其它铁路公司采取合作，获得了更多的运营线路。

### 货运业务
原瑞典国家铁路的货运部门被转移到了绿色货运。早在20世纪90年代，该公司便开始从事矿石运输，并在瑞典北部经营由吕勒奥-耶利瓦勒-基律纳-纳尔维克的采矿铁路。绿色货运连同其子公司TGOJ占了瑞典铁路货运的大多数份额，它们日益需要更多的竞争及新的竞争对手，例如赫克托铁路（Hector Rail）的设立。在过去，绿色货运与德国铁路的货运子公司德铁辛克铁路一直保持合作并有意合并。

### 其它业务
列车的维护和保养业务分别由欧洲维修公司（EuroMaint AB）和国际车队工程公司（Interfleet Technology）收购；耶恩胡森公司（Jernhusen AB）接管了原国家铁路的物业管理业务，乌尼格里德公司（Unigrid AB）负责IT基础设施业务；交通护理公司（TraffiCare AB）则接管了车站及列车车装卸业务。交通护理公司目前已部分改组出售。

## 外部連結
维基共享资源上的相關多媒體資源：瑞典国家铁路